# 허무한 마음 (1969년 영화)
허무한 마음은 1969년 공개된 대한민국의 영화이다.

## 배역
- 신성일
- 문희
- 최남현
- 박암
- 정애란
- 김신재
- 강미애
- 최성
- 강민호
- 트위스트 김
- 이철
- 강계식
- 시보에김
- 윤신옥
- 손전